# Горишів Ляцький
Горишів Ляцький (Горишів Польський, Горишув-Польський, пол. Horyszów Polski) — село в Польщі, у гміні Ситно Замойського повіту Люблінського воєводства. Населення — 501 особа (2011).

## Історія
Давнє українське село Холмщини віками носило назву Горишів Ляцький. У 1470 році вперше згадується в документах сільська церква. 1856 року була збудована нова дерев'яна церква (спалена поляками після Першої світової війни), але в 1907 році вже була зведена мурована церква Воздвиження Хреста Господнього — відібрана польською владою після Першої світової війни і перероблена на костел попри спротив парафіян. У 1912 році село ввійшло у складі Замостського повіту до новоствореної Холмської губернії.
До Першої світової війни в селі проживало біля 100 українських та 13 польських родин. Під час війни всі українські родини виїхали у внутрішні райони Російської імперії.
У 1939 році в селі діяла українська школа під керівництвом студента політехніки Я. Чіпака і бувшого старшини Армії УНР Павла Білинського.
У 1945 році частину українців було переселено на схід України, а решту (7 осіб) в 1947 році між 21 і 25 липня в результаті операції «Вісла» було депортовано на понімецькі землі Польщі
У 1975—1998 роках село належало до Замойського воєводства.

## Демографія
У 1943 році в селі проживало 522 українці та 403 латинника.
Демографічна структура станом на 31 березня 2011 року:
|          | Загалом | Допрацездатний вік | Працездатний вік | Постпрацездатний вік |
| -------- | ------- | ------------------ | ---------------- | -------------------- |
| Чоловіки | 256     | 51                 | 178              | 27                   |
| Жінки    | 245     | 47                 | 135              | 63                   |
| Разом    | 501     | 98                 | 313              | 90                   |

## Особистості

### Народилися
- Петро Франц Крип'якевич (1857—1914) — український церковний діяч, греко-католицький священик, богослов, педагог, письменник.